# Farriolla
Farriolla — рід грибів. Назва вперше опублікована 1884 року.

## Класифікація
До роду Farriolla відносять 2 види:
- Farriolla distans
- Farriolla flava